# 마쑤
마쑤(중국어: 马苏, 병음: Mǎ Sū, 한자음: 마수, 1981년 2월 17일 ~ )는 중화인민공화국의 배우이다.
하얼빈시에서 태어났다.

## 방송
- 녹수청산대소안
- 미월전
- 천사적성
- 금야천사강림
- 대남당훈

## 영화
- 28세 미성년 (2016년)
- 천사적성 (2015년)
- 미월전 (2015년)
- 금야천사강림 (2013년)
- 대남당혼 (2012년)
- 중국기병 (2012년)
- 북경청년 (2012년)
- 신백발마녀전 (2012년)
- 소부처시대 (2012년)
- AA제생활 (2012년)
- 청춘선율 (2010년)
- 서풍렬 (2010년)
- 철인 (2009년)